# 裂開 (植物)

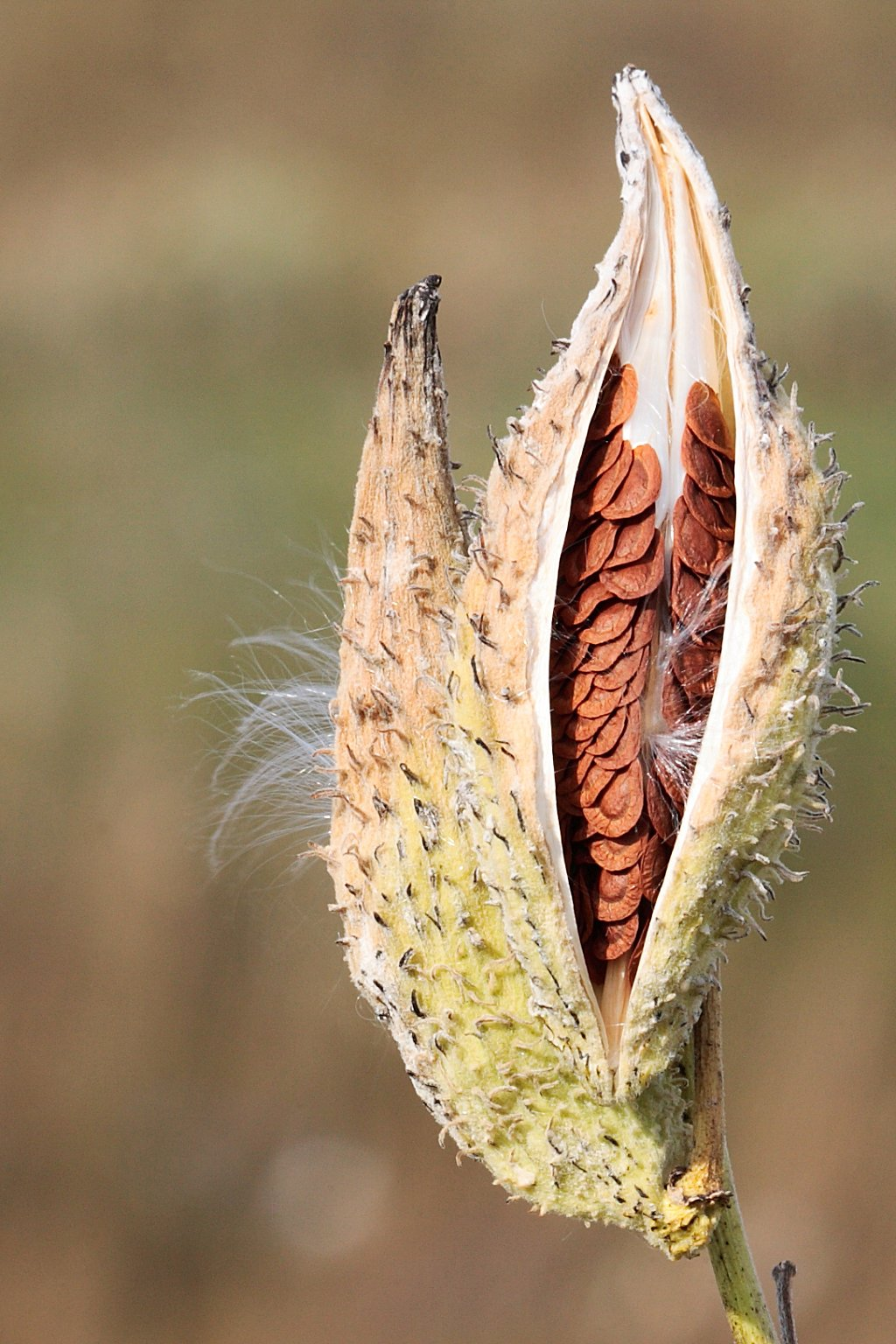
裂開し種を覗かせるトウワタ属のAsclepias syriaca

裂開（英語: Dehiscence）とは、熟すと果皮が自然に弱いラインに沿って裂けて種子等を放出する果実、葯、胞子嚢によくみられる性質である。

## 裂開の種類
さまざまな分類があるが、その中間のものもある。

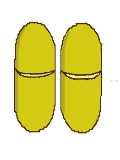
横裂（Transverse dehiscence）
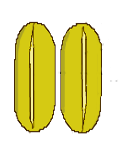
縦裂（Longitudinal dehiscence）
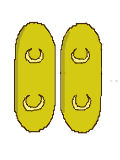
弁状にめくれる弁開（Valvular dehiscence）
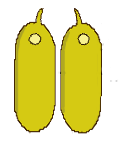
穴が開く孔開（Poricidal dehiscence ）

胞周裂開
胞周裂開は水平に完全に裂けて分離する。

## 葯の裂開

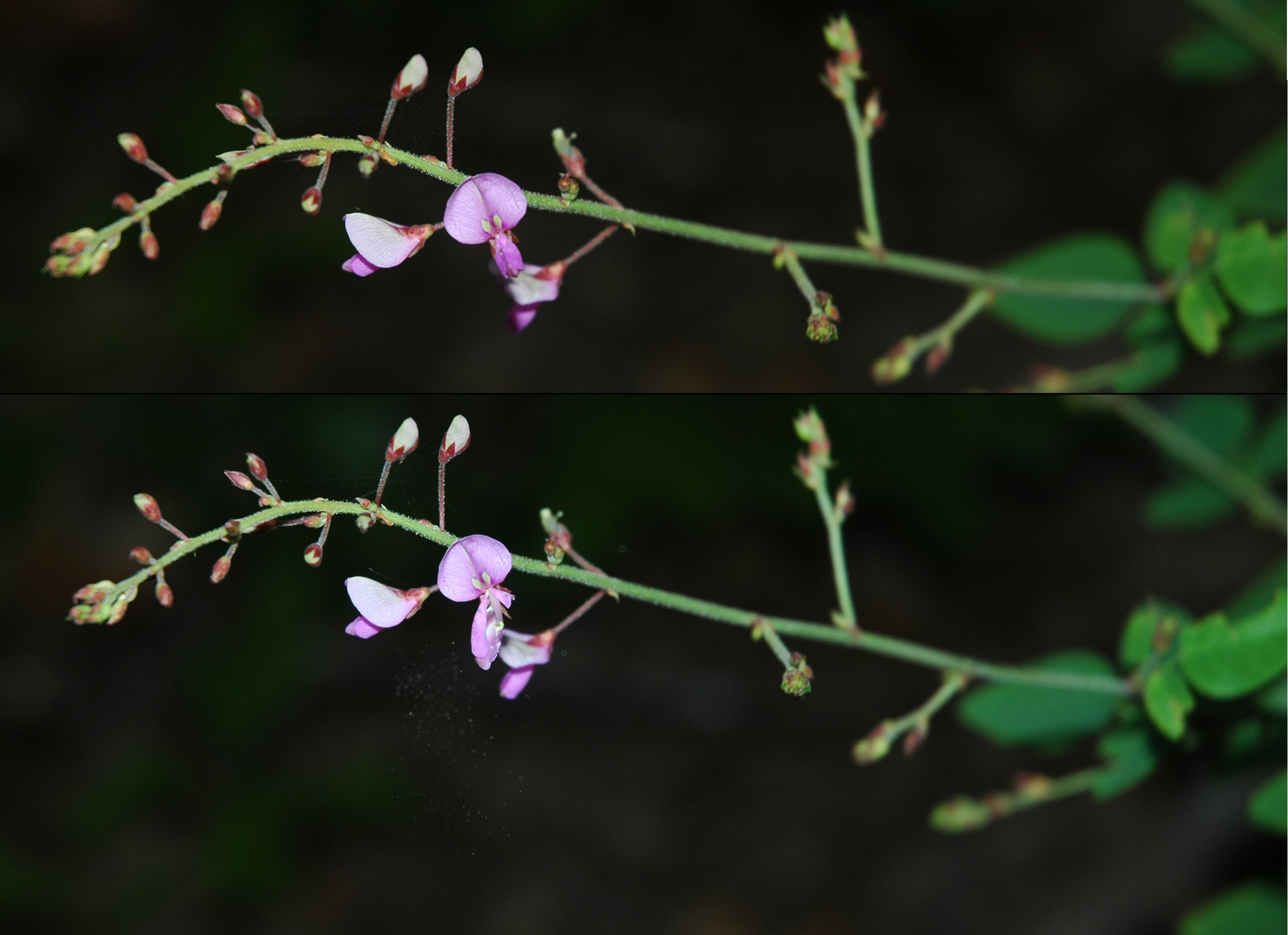
裂開前（上）と葯が裂開して花粉が飛散した時（下）の図
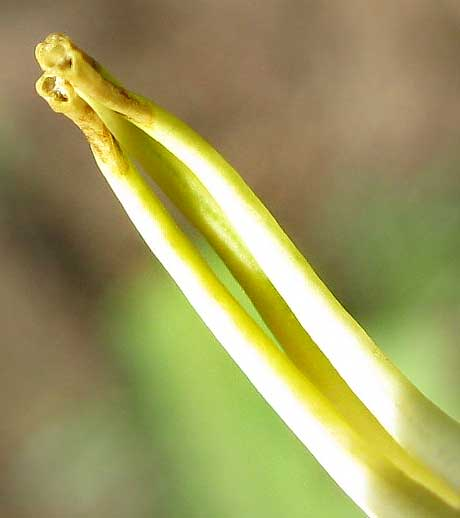
孔開
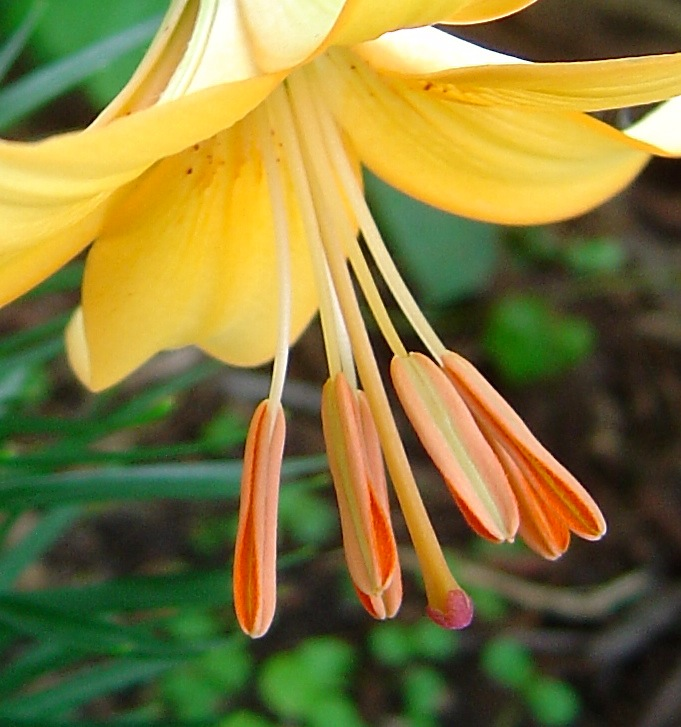
縦裂

## 裂開果
多くの植物の果実は非裂開性で開くことはないが、裂開性の物は様々な種類の構造を持ち、種子を放出する。

### 仮訳：爆発性裂開（Explosive dehiscence）
一部の裂開果は、果実の収縮する力を使用して種子を遠くに飛ばす性質を持つ。例として、ホウセンカ、スナバコノキ、テッポウウリなどがある。

## 農業における裂開
簡単に裂開してしまう易裂莢性だと豆類などの収率が悪くなるため、耐裂莢性の遺伝子が求められることがある。

## 参考資料
- Hickey, Michael; King, Clive (2000). The Cambridge illustrated glossary of botanical terms. Cambridge: Cambridge University Press. ISBN 978-0-521-79401-5